# Пале (місто)
Па́ле (серб. Пале, босн. Pale) — місто у Боснії і Герцеговині, на території Республіки Сербської, розташоване за 10 км на південний схід від столиці Боснії і Герцеговини Сараєва. Центр однойменної громади — одного з шістьох муніципалітетів міського округу Східне Сараєво. Гірськолижний курорт.

## Історія
Пале було відоме як столиця Республіки Сербської під час Боснійської війни. За конституцією Республіки Сербської, яка, згідно з Дейтонською мирною угодою, є частиною конфедерації Боснія і Герцеговина, столицею цієї республіки є Сараєво. Фактично ж нині столицю перенесено в місто Баня-Лука.
До Дейтонської мирної угоди Пале було віддаленим передмістям Сараєва, після перерозподілу населення за етнічною ознакою в ході і після Боснійської війни воно стало більше схожим на місто, яким і є зараз.

## Населення

### 1971
Усього 16 119
- Серби — 11 230 (69,66 %)
- Мусульмани — 4 508 (27,96 %)
- Хорвати — 142 (0,88 %)
- Югослави — 80 (0,49 %)
- Інші — 159 (1,01 %)

### 1991
Під час перепису 1991 року, у муніципалітеті Пале проживало 16 310 осіб, у тому числі:
- 11 269 сербів  (Див. також Серби в Боснії і Герцеговині)
- 4356 мусульман
- 394 югослави
- 126 хорватів  (Див. також Хорвати Боснії і Герцеговини)
- 165 інших

У самому місті Пале проживало 6 797 осіб, у тому числі:
- 4915 сербів
- 1438 мусульман
- 271 югославів
- 88 хорватів
- 85 інших

Довоєнна боснійська частина муніципалітету Пале, відома як Пале-Прача нині входить у Федерацію Боснії і Герцеговини (Боснійсько-Подринський кантон).

### Сьогодення
Сьогодні населення Пале налічує близько 30 000 жителів, більшу частину яких становлять боснійські серби, які переїхали з Сараєва.

## Назва і географія
Пале також відомий серед своїх сербських жителів, як «Сербське Сараєво». Проте, між кордонами самого Сараєва і Пале пролягає відстань близько 10 км. Пале продовжують називати Сербським Сараєвом, тому що після підписання Дейтонської мирної угоди, саме Сараєво було визнано належним до Федерації Боснії і Герцеговини, а боснійські серби, що проживали в Сараєві протягом багатьох поколінь, намагалися зберегти певні зазіхання на місто. У спробі довести належність до Сараєва, утвердити претензії на нього, Пале, найближче до Сараєва сербське поселення (в межах Республіки Сербської), почало називатися Сербським Сараєвом, іноді з деяким сарказмом. Насправді ж місто географічно віддалено від Сараєва і не поділяє з ним інфраструктури: в ньому своя власна пошта, будівлі університету і т. ін.

## Відомі особистості
В поселенні народився:
- Александар Косорич (* 1987) — боснійський футболіст.